# Аль-Аграм
Аль-Аграм (араб. الأهرام, буквально перекладається як Піраміди) — щоденна газета, що видається в Каїрі, Єгипет. Виходить арабською мовою, контрольний пакет акцій видання належить Уряду Єгипту. Наймасовіша за тиражем газета Африки та наймасовіша за тиражем арабська газета світу.
За час існування Аль-Аграм з виданням співпрацювали провідні єгипетські письменники, журналісти та філософи, у тому числі лауреат Нобелівської премії з літератури 1988 року Нагіб Махфуз (1911—2006).

## Історія
Аль-Аграм була заснована в Александрії вихідцями з Лівану братами Бешарою та Салімом Такла спочатку як тижневик, що виходив по суботах, а вже за два місяці — як щоденне видання. Газета розповсюджувалася на території Єгипту та Лівану. З листопада 1899 року редакція Аль-Аграм переїздить до Каїра.

## Видання
Крім щоденної газети арабською редакція Аль-Аграм також видає щотижневі газети Al-Ahram Weekly (англійською) та Al-Ahram Hebdo (французькою).
Позиції Аль-Аграм як одного з провідних ЗМІ арабського світу підтримуються також виданням її редакцією двох міжнародних арабськомовних газет: Al Ahram Al Arabiya та Al Ahram al Duwali. Перша друкується у Бахрейні, ОАЕ, Саудівській Аравії та Кувейті і розповсюджується в арабських країнах. Друга — друкується в Лондоні та Парижі і розповсюджується в країнах Європи та Північної Америки.